# Читур
Читур — село (аул) в Лакском районе Дагестана. Входит в состав сельского поселения «Сельсовет «Кулущацкий»».

## Географическое положение
Село расположено в 3,5 км к юго-западу от районного центра — села Кумух на реке Читтурданих.

## Население
Согласно переписи 1886 года село Читур (Шитур) входило в Мукарское наибство, Палисминское сельское общество и на 100 % состояло из аварцев.
| 1895 | 1926 | 1939 | 1970 | 1989 | 2002 | 2010 |
| ---- | ---- | ---- | ---- | ---- | ---- | ---- |
| 179  | ↗311 | ↘212 | ↘177 | ↘55  | ↗63  | ↗100 |
| 2021 |      |      |      |      |      |      |
| ↘77  |      |      |      |      |      |      |

## Инфраструктура
В селе действуют начальная школа, сельский клуб, фельдшерский пункт.